# Uralii Meridionali
Uralii Meridionali sunt grupa sudică și cea mai largă a lanțului Munților Ural, între râul Ufa (lângă satul Ufalei) și râul Ural. Uralii Meridionali se mărginesc de la vest la est cu Câmpia Europei de Est, Câmpia Siberiei de Vest și cu stepele de lângă Marea Aral și Marea Caspică.
Cel mai înalt vârf este muntele Iamantau de 1640 m. Datorită lărgimii lor, dealurile de la poalele Uralilor Meridionali se întind în medie până la 250 km, lărgimea medie pe tot lanțul fiind între 40 și 150 km.
Relieful Uralilor Meridionali este mai complex decât în restul lanțului, cu numeroase văi și creste paralele îndreptate către sud-vest sau sud.  Grupa cuprinde și Munții Ilmenski⁠(en)[traduceți] separați de principalele creste prin râul Miass⁠(en)[traduceți]. Uralii Meridionali se întind circa 550 km până la cotul brusc către vest al râului Ural, și se termină cu Dealurile Mugodjar⁠(en)[traduceți].